# West Park (Californie)
Pour les articles homonymes, voir West Park.
West Park est une census-designated place située dans le comté de Fresno, dans l’État de Californie, aux États-Unis. Sa population s’élevait à 1 157 habitants lors du recensement de 2010.

## Démographie
| 2000 | 2010  | - | - | - | - |
| ---- | ----- | - | - | - | - |
| 917  | 1 157 | - | - | - | - |

## Source
- (en) Cet article est partiellement ou en totalité issu de l’article de Wikipédia en anglais intitulé « West Park, California » (voir la liste des auteurs).

1. ↑  (en) « Statistiques des États-Unis - Californie - Profils des communautés de 2010 » (consulté en novembre 2020)